# 大塞山

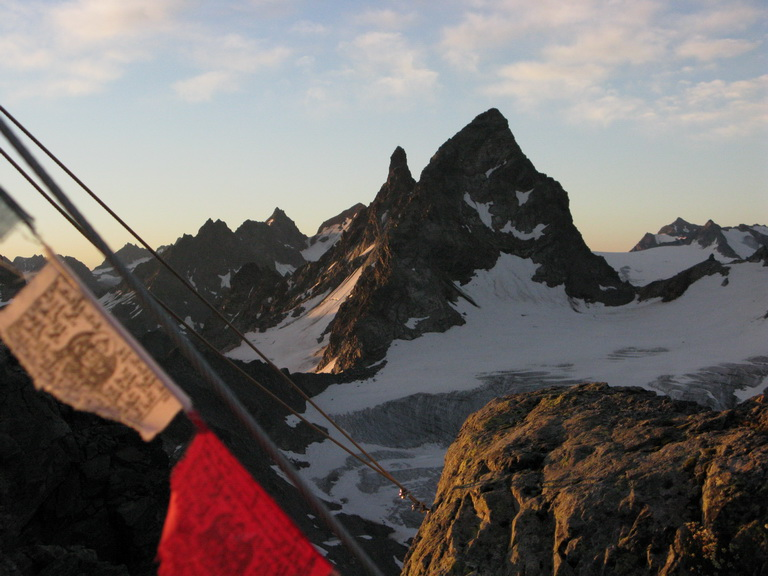

46°53′17.5″N 10°01′55.7″E / 46.888194°N 10.032139°E
大塞山（德語：Großes Seehorn），是中歐的山峰，位於奧地利和瑞士接壤的邊境，屬於錫爾夫雷塔阿爾卑斯山脈的一部分，海拔高度3,122米，每年平均降雨量1,367毫米。